# Новые Кутуши
 Новые Кутуши  — деревня в Черемшанском районе Татарстана. Входит в состав  Старокутушского сельского поселения.

## География
Находится в южной части Татарстана на расстоянии приблизительно 22 км по прямой на запад-северо-запад от районного центра села Черемшан у речки Большая Сульча.

## История
Основана в конце XVIII века.

## Население
Постоянных жителей было: в 1859 - 454, в 1897 - 593, в 1908 - 861, в 1920 - 994, в 1926 - 440, в 1949 - 256, в 1958 - 258, в 1970 - 239, в 1979 - 159, в 1989 - 96, в 2002 − 51 (русские 41%, мордва 27%), 9 в 2010.